# Оленовка (Широковский район)
Оленовка (укр. Оленівка) — село,
Чапаевский сельский совет,
Широковский район,
Днепропетровская область,
Украина.
Код КОАТУУ — 1225883309. Население по переписи 2001 года составляло 25 человек .

## Географическое положение
Село Оленовка находится на расстоянии в 1,5 км от сёл Отрадное и Запорожье.
По селу протекает пересыхающий ручей с запрудой.